# Anvil
Az Anvil kanadai heavy metal/speed metal együttes. 

## Története
1978-ban alakult Torontóban, Lips néven. 1981-ben változtatták nevüket Anvilra. Első nagylemezük 1981-ben jelent meg, azóta még tizennégy nagylemezt adtak ki. A 2009-es Grand Theft Auto: Chinatown Wars videójátékban egy egész rádióállomást szenteltek az együttes dalainak. Lemezkiadóik: Attic Records, Maximum Records, Massacre Records, Hypnotic Records, Metal Blade Records, The End Records, Roadrunner Records.
2008-ban dokumentumfilm készült a zenekarról Anvil! – The Story of Anvil címmel. A film Sacha Gervasi forgatókönyvíró első rendezése volt, és az Anvil tagjain kívül olyan zenészekkel is készített interjúkat, akikre hatással volt az együttes, vagy együtt turnéztak, köztük Slash, Tom Araya, Lemmy, Scott Ian és Lars Ulrich.

## Tagjai
- Robb Reiner – dobok (1981-)
- Steve "Lips" Kudlow – gitár, ének (1981-)
- Chris Robertson – basszusgitár (2014-)

## Diszkográfia
Stúdióalbumok
- Hard'n'Heavy (1981)
- Metal on Metal (1982)
- Forged in Fire (1983)
- Strength of Steel (1987)
- Pound for Pound (1988)
- Worth the Weight (1992)
- Plugged in Permanent (1996)
- Absolutely No Alternative (1997)
- Speed of Sound (1999)
- Plenty of Power (2001)
- Still Going Strong (2002)
- Back to Basics (2004)
- This is Thirteen (2007)
- Juggernaut of Justice (2011)
- Hope in Hell (2013)
- Anvil is Anvil (2016)
- Pounding the Pavement (2018)
- Legal at Last (2020)